# LBJ (film)
LBJ è un film del 2016 diretto da Rob Reiner con protagonista Woody Harrelson nei panni di Lyndon B. Johnson, 36º Presidente degli Stati Uniti d'America.

## Trama
La pellicola narra le vicende di Lyndon B. Johnson, vicepresidente degli Stati Uniti d'America diventato presidente in seguito all'assassinio di John Fitzgerald Kennedy avvenuto il 22 novembre 1963.

## Produzione
La sceneggiatura del film è stata una delle vincitrici nella Black List del 2014.

### Cast
Il 16 giugno 2015 Woody Harrelson e Rob Reiner firmano, rispettivamente, per i ruoli di protagonista e regista del film.

### Riprese
Il budget del film è stato di 37 milioni di dollari. Le riprese del film sono iniziate il 21 settembre 2015 a New Orleans, proseguendo poi tra Baton Rouge, Dallas e Washington, e terminando nel dicembre dello stesso anno.

## Promozione
Il primo trailer del film viene diffuso il 27 luglio 2017.

## Distribuzione
La pellicola è stata presentata al Toronto International Film Festival il 9 settembre 2016, ed è stata distribuita nelle sale cinematografiche statunitensi a partire dal 3 novembre 2017.

## Riconoscimenti
- 2018 - Saturn Award[8]
  - Candidatura per il miglior film indipendente